# Tapiena javanica
Tapiena javanica är en insektsart som beskrevs av Heinrich Hugo Karny 1926. Tapiena javanica ingår i släktet Tapiena och familjen vårtbitare. Inga underarter finns listade i Catalogue of Life.